# Пунтаренас (провинция)
Пунтаренас (на испански: Puntarenas) е една от 7-те провинции на централноамериканската държава Коста Рика. Пунтаренас се намира в западната част на страната и граничи с Тихия океан. Провинцията е с население от 410 929 жители (по преброяване от май 2011 г.) и обща площ от 11 266 km².

## Кантони
Провинция Пунтаренас е разделена на 11 кантона, някои от тях са:
1. Буенос Айрес
2. Гарабито
3. Голфито
4. Кото Брус
5. Монтес де Оро
6. Оса
7. Пунтаренас